# Les Étoiles du piano
Les Étoiles du piano, concours international de piano des Hauts-de-France, s’adresse à des pianistes âgé(e)s de 18 à 30 ans, de toutes nationalités, il est agréé dès sa création en 2017 par la fondation Alink Argerich.
Le concours Les Étoiles du piano vise à promouvoir le talent de jeunes pianistes en début de carrière.

## Objectif
Véritable tremplin grâce aux récitals proposés aux lauréats,, Les Étoiles du piano s'attachent aussi à rendre la musique classique accessible au public le plus large.

## Palmarès
Les lauréats sont les suivants :
| Année | Premier prix                 | Second prix              | Troisième prix               |
| ----- | ---------------------------- | ------------------------ | ---------------------------- |
| 2018  | Alexey Kudryashov (Russie)   | Tsubasa Tatsuno (Japon)  | Mirabelle Kajenjeri (France) |
| 2019  | Dmitrii Kalashnikov (Russie) | Irma Gigani (Géorgie),   | Tagir Kamaltidnov (Russie)   |
| 2021  | Alexander Kashpurin (Russie) | Sayako Shinonaga (Japon) | Ido Ramot (Israël)           |
| 2023  | Carter Johnson (Canada)      | Rodolphe Menguy (France) | Kuan-Wei Chen (Taïwan)       |

## Prix
Le montant des prix a été rehaussé depuis la 1ère édition, soit :
- Dotation globale de 45 000 €, comprenant 5 prix :
  - 1er prix : 20 000€
  - 2ème prix : 15 000€
  - 3ème prix : 5 000€
  - 4ème prix : 3 000€
  - 5ème prix : 2 000€

- Programme coaching début de carrière
- Hébergement en famille d'accueil
- Engagements de récitals et concerts en France et à l'étranger
- Pour le 1er prix : concerto avec l'Orchestre philharmonique de Brașov (Roumanie)

## Jury 20181reédition
Président du jury : Vladimir Soultanov,.
Les membres du jury sont :
- Anna Malikova (en), pianiste russe
- Nami Ejiri, pianiste japonaise
- Peter Grote, violoncelliste allemand
- H J Lim, pianiste coréenne.

## Jury 2019 2e édition
Président du jury : Vladimir Soultanov
Les membres du jury sont :
- Peter Grote, violoncelliste allemand
- Anna Malikova, pianiste russe
- Nami Ejiri, pianiste japonaise
- Florent Nagel, pianiste et compositeur français
- Denis Pascal, pianiste français

## Jury 20213eédition
Président du jury : Vladimir Soultanov
Les membres du jury sont :
- Stefan Arnold, pianiste allemand ;
- Rodolphe Bruneau-Boulmier, pianiste et compositeur français ;
- Mikhaïl Faerman, pianiste belge ;
- Marie-Josèphe Jude, pianiste française ;
- Denis Pascal, pianiste français.

## Jury 20234eédition
Président du jury : Vladimir Soultanov
Les membres du jury sont :
- Akemi Alink, Japon
- Ewa Kupiec, Pologne
- Leon McCawley, Angleterre
- Ramzi Yassa, Égypte

## Comité d'honneur
- Alexandre Bloch, chef d'orchestre
- Guillaume Delbar, maire de Roubaix
- Thierry Escaich, compositeur et organiste
- Marie Lavandier, directrice du musée Louvre-Lens
- Bruno Ory-Lavollée, membre du conseil des Arts et Lettres
- Blandine Mulliez, présidente de la Fondation Entreprendre